# Charlotte (Saint-Vincent-et-les-Grenadines)
Pour les articles homonymes, voir Charlotte.
Charlotte est l'une des six paroisses de Saint-Vincent-et-les-Grenadines. Il s'agit de la plus grande paroisse du pays par sa superficie (149 kilomètres carrés).
Les villes qui la composent sont :
- Adelphi
- Bequia
- Biabou
- Byera Village
- Chapmans
- Colonarie
- Fancy
- Friendly
- Georgetown
- Greiggs
- Mesopotamia
- New Sandy Bay Village
- North Union
- Orange Hill
- Peruvian Vale
- Rabaka
- Richland Park
- Sans Souci
- South Rivers
- Turema